# Свірж (Шосткинський район)
Свірж —  село в Україні, в Шосткинській міській громаді Шосткинського району Сумської області. Населення становить 151 осіб. До 2019 року орган місцевого самоврядування — Коротченківська сільська рада.

## Географія
Село Свірж знаходиться на березі річки Свірж, біля її витоків, нижче за течією на відстані 1,5 км розташоване село Погребки.

## Символіка
На гербі зображено озеро Свірж і витік з нього річки Свірж червоного кольору (іржава річка) з жовтими (медовими берегами), а на березі озера золоті вулики (історія села сильно повєязана з медом). Поверх річки зображена кирка з дерев'яним руків'ям, що символізує поклади залізної руди а також колишню місцеву дерев'яну церкву, перлину народної архітектури. Дві качки символізують, що береги річки багаті на дичину.

## Історія
«Озерце Свірж по річці Свіржці» вперше значиться у найстарішому 1551 р. «грамотному» переліку вотчин (володінь) Новгород-Сіверського Спаського монастиря. Озерце було багате на рибу, на птахів. У 1630-х рр. поляки відшукали на лівому березі Свіржа ще й поклади залізної руди. Від болотної руди, мабуть, й походить назва іржавої річки – Свіржа. 
У 1667 р. «деревня на Сверзе реке» була передана кафедральному Чернігівському Борисоглібському монастирю, який збудував там церкву праведного Лазаря та архієрейський будинок (дворець), де час від часу проживав архіпастир. Таким чином Свірж став резиденцією чернігівських єпископів, отримала статус слободи та волосного центру.
Чернігівський монастир володів ще й Свірзькою пущею, де були бортні – бджоляні дерева  – «отчины пчоляніи». Свиржівці сплачували монастирю данину медом. Таку ж повинність мали виконувати й козаки свірзької волості, яким дісталися після 1648 р. давні монастирські землі разом з бджоляними деревами, проте вони робили це не завжди. У 1703 р. гетьман Іван Мазепа (1639-1709) зобов’язав своїм універсалом козаків віддавати належну за звичаєм дідову данину з «пчоляних отчин» у Свірзькій волості на користь Чернігівської архієскопії.
У 1745 р. в слободі Свіржа була збудована нова дерев’яна церква в ім’я святого Миколая. А стара церква на честь праведного Лазаря була перевезена в село Антонівку (Романо-Давидівку), також приналежну Чернігівській кафедрі. У 1932 р. Миколаївську церкву в селі Свірж обстежив та сфотографував відомий дослідник української архітектури С. Таранушенко (1889-1976). Такої честі обстеження удостоїлися в Шосткинському районі лише дві церкви – Миколаївська в Свіржі та Покровська в Пирогівці. Таранушенко визначив церкву Миколи в Свіржі – перлиною українського народного будівництва. Воно й не дивно, бо Свірзька церква найстаріша з усіх вище зазначених 9 церков, обстежених Таранушенком. Їхні  будівничі брали за зразок Свірзьку церкву, хотіли збудувати ще кращу за неї. 
Церква-перлина в Свіржі, невдовзі після її відвідин Таранушенком, була пероблена більшовиками під  клуб колгоспу ім. 2-ої п’ятирічки. Нині на місці церкви розташований меморіал загиблим визволителям села та односельцям. Залишився незміним в селі хіба що  храмовий празник – 19 грудня – день святого Миколая.

## Населення
Згідно з переписом УРСР 1989 року чисельність наявного населення села становила 207 осіб, з яких 77 чоловіків та 130 жінок.
За переписом населення України 2001 року в селі мешкало 149 осіб.

### Мова
Розподіл населення за рідною мовою за даними перепису 2001 року:
| Мова       | Кількість | Відсоток |
| ---------- | --------- | -------- |
| російська  | 121       | 80.13%   |
| українська | 30        | 19.87%   |
| Усього     | 151       | 100%     |